# Johann Daniel Christian Pfund
Pour les articles homonymes, voir Pfund.
Johann Daniel Christian Pfund (né à Hambourg le 8 novembre 1813 et mort le 21 août 1876) est un botaniste et un explorateur allemand.